# Nissolia leiogyne
Nissolia leiogyne är en ärtväxtart som beskrevs av Noel Yvri Sandwith. Nissolia leiogyne ingår i släktet Nissolia och familjen ärtväxter. Inga underarter finns listade i Catalogue of Life.